# Maison des Soviets de Kaliningrad
La Maison des Soviets (en russe : Дом советов, Dom sovietov) est un ancien bâtiment administratif situé dans la ville de Kaliningrad (oblast de Kaliningrad) en Russie. Construite dans les années 1970, elle est située sur le site occupée par les fossés de l'ancien château de Königsberg. Elle est démolie en 2024.

## Histoire
Après le bombardement de Königsberg par la Royal Air Force lors de la Seconde Guerre mondiale en 1944, le château est complètement détruit. Toutefois, étant donné l'épaisseur de ses murs, les ruines étaient en mesure de résister à la fois à des bombardements aériens et d'artillerie soviétiques. Les combats urbains d'avril 1945 laissent ainsi certains pans du château debout. Königsberg, en grande partie démolie, est devenue une partie de l'Union soviétique et a été rebaptisée Kaliningrad en 1946.
La construction débute en 1970 ; l'immeuble était destiné à être le bâtiment de l'administration centrale de l'oblast de Kaliningrad.
La poursuite du développement est arrêtée dans les années 1980 en raison de l'incapacité des Soviétiques à réunir suffisamment de fonds pour la construction. Le bâtiment a été laissé inachevé pendant de nombreuses années et a gagné une certaine notoriété en tant que l'un des pires exemples de l'architecture soviétique d'après-guerre.
En 2005, lors d'une visite par le président russe Vladimir Poutine, l'extérieur est peint en bleu clair et des fenêtres sont installées. Toutefois, l'intérieur reste inachevé et inutilisable. Un consultant allemand recommande la démolition de toute la structure et la construction d'un nouveau bâtiment.
En 2020, le gouverneur Anton Alikhanov annonce la prochaine démolition du bâtiment, dont des fragments pourraient être conservés comme souvenirs. Les travaux de démolition commencent le 18 mai 2023 et s'achèvent en août 2024.